# Santi Sergio e Bacco degli Ucraini

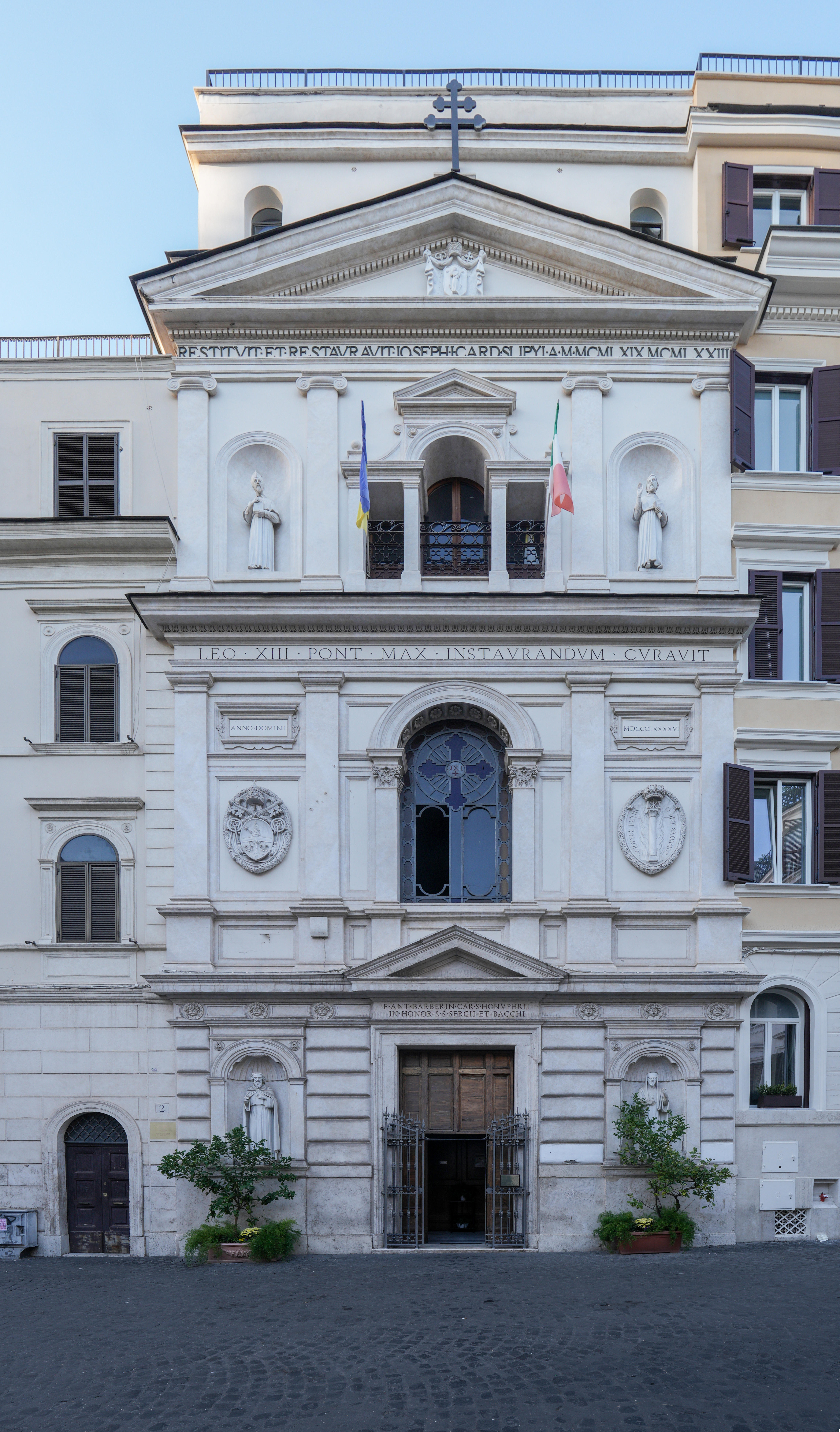

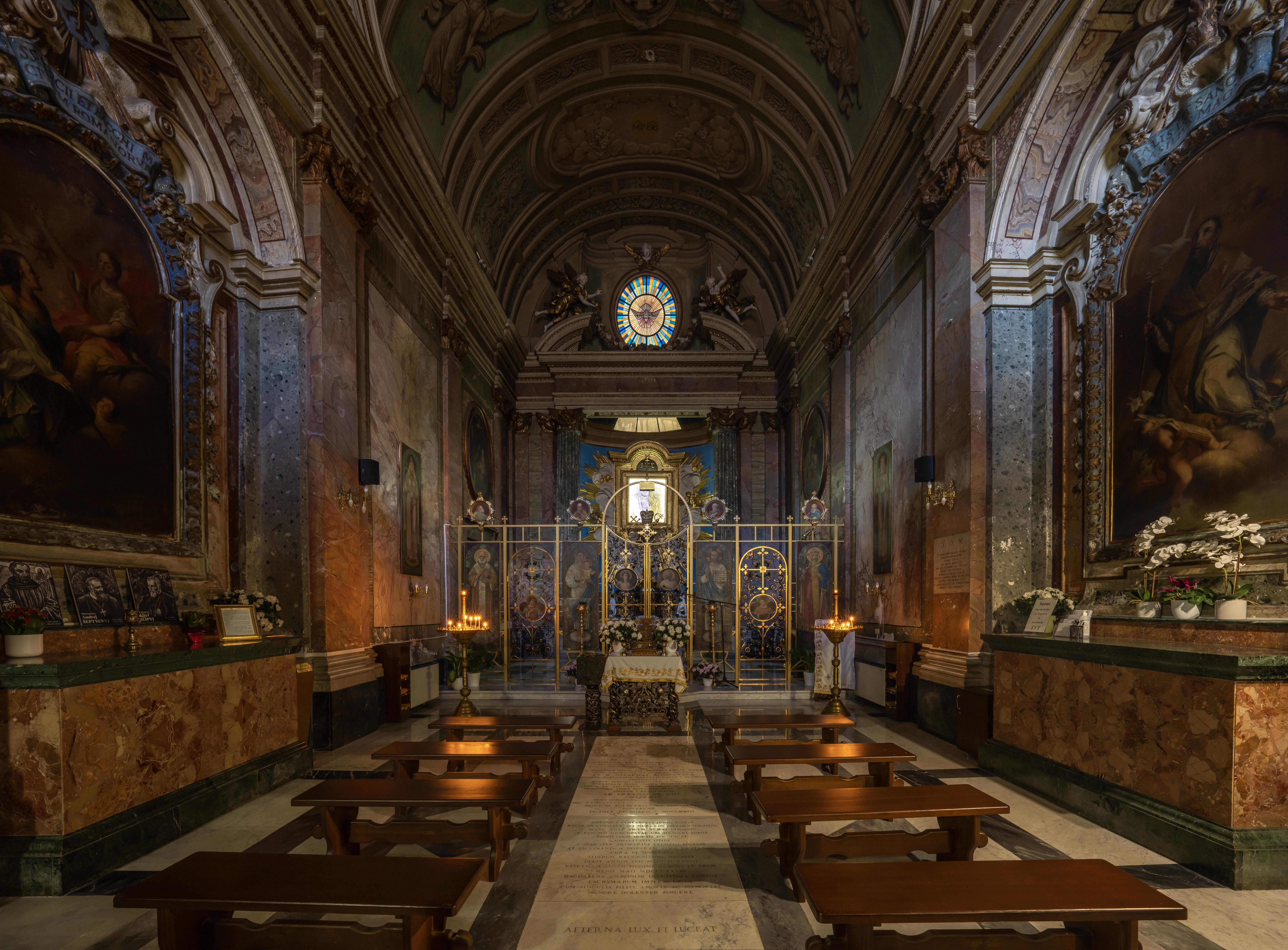
Innenraum

Santi Sergio e Bacco degli Ucraini (ukrainisch Катедральний храм Святих мучеників Сергія і Вакха та Жировицької ікони Пресвятої Богородиці) ist eine römisch-katholische Kirche in Rom, Italien. Sie ist die Nationalkirche der Ukrainer in Rom und Kathedrale des Apostolischen Exarchat Italien. Die Kirche trägt das Patrozinium der Heiligen Sergios und Bakchos, zweier römischer Soldaten, die in Syrien als Märtyrer starben, und liegt an der Piazza Madonna dei Monti.

## Geschichte
Zwischen 678 und 1587 war die Kirche eine Titeldiakonie. Im 9. Jahrhundert war sie unter der Bezeichnung Sergio e Bacco in Callinico bekannt. In der Liber Pontificalis des 9. Jahrhunderts sind vier kirchliche Gebäude nach den Heiligen Sergios und Bakchos benannt. Im 11. Jahrhundert gab es ein Benediktinerkloster an der Kirche und trug den Namen: Sergio e Bacco de Suburra. 1413 verließen die Benediktiner die Kirche und wurden durch einen Erzpriester und weitere Weltpriester ersetzt.
Als 1587 die Kirche St. Sergius und Bacchus auf dem Forum Romanum als Titeldiakonie abgeschafft und die Kirche abgerissen wurde, war der Ersatz die renovierte Kirche St. Sergius und Bacchus in Monti.
Im Jahr 1641 überließ Papst Urban VIII. die Kirche den Mönchen des Ordens des Heiligen Basilius des Großen, den sogenannten ruthenischen Mönchen des Heiligen Basilius, die dort ein Kolleg gründeten. Seitdem werden die Gottesdienste im byzantinischen Ritus der ukrainischen griechisch-katholischen Kirche gefeiert.
1718 wurde in der Sakristei der Kirche die Ikone Madonna del Pascolo entdeckt, die später am Hochaltar zu Verehrung ausgestellt wurde. Seitdem war die Kirche auch unter dem Namen Madonna del Pascolo bekannt. Nach Entwürfen von Francesco Ferrari in den ersten Jahren des 18. Jahrhunderts wurde ab 1741 der Umbau und die Neugestaltung der Kirche zu Ehren der Madonnaikone vorgenommen. Der Innenraum erhielt sein heutiges Aussehen. Hinter einer modernen schmiedeeisernen Ikonostase wird der Hochaltar von zwei kannelierten Säulen aus Verde Antico-Marmor mit bronzenen korinthischen Kapitellen abgesetzt, die von Filippo Barigioni (1690–1753) entworfen wurden, einem römischen Künstler, der auch andere Projekte für Clemens XI. ausführte. Auf beiden Seiten des Hauptaltars befinden sich Gemälde des bayerischen Malers Ignazio Stern (1680–1748), eines der Heiligen Sergius und Bacchus und eines des Heiligen Basilius.
Der rumänisch-griechisch-katholische Inocenţiu Micu-Klein, Bischof von Blaj, welcher am 23. September 1768 in Rom starb, wurde in Santi Sergio e Bacco begraben. Eine Gedenktafel in der Kirche in lateinischer und rumänischer Sprache erinnert an ihn. Seine sterblichen Überreste ruhten dort bis 1997 und wurden dann auf seinen zu Lebzeiten geäußerten Wunsch in die Kathedrale der Heiligen Dreifaltigkeit in Blaj überführt.
1970 wurde sie zur Nationalkirche der Ukrainer in Rom und es wurde die Personalpfarrei der Ukrainischen Katholiken der Madonna del Pascolo und der Heiligen Sergius und Bacchus geschaffen. 2019 wurde sie Kathedrale des neugegründeten Apostolischen Exarchats Italien.